# 恰沃伊
恰沃伊，是匈牙利南部巴奇-基什孔州所辖的一个村，总面积47.43平方公里，总人口2104，人口密度44.3人/平方公里（2001年）。地理坐标为46.191°N 19.147°E。